# Duguetia salicifolia
Duguetia salicifolia este o specie de plante angiosperme din genul Duguetia, familia Annonaceae, descrisă de Robert Elias Fries. Conform Catalogue of Life specia Duguetia salicifolia nu are subspecii cunoscute.